# Die Betoninsel
Die Betoninsel (Originaltitel: Concrete Island) ist eine 1974 erschienene Robinsonade des britischen Autors J. G. Ballard.

## Personen
- Robert Maitland, Architekt, 35 Jahre alt
- Proctor, Inselbewohner, ehemaliger Zirkusakrobat, Analphabet, sehbehindert, unterdurchschnittlich intelligent, trinkt
- Jane Sheppard, Inselbewohnerin, junge Frau

erwähnt werden weiterhin:
- Dr. Helen Fairfax, Kinderärztin, Maitlands Geliebte
- Catherine Maitland, Robert Maitlands Frau
- David Maitland, Sohn der Maitlands, 8 Jahre alt[1]

## Handlung

### 1. Kapitel “Durch die Leitplanke”
Am Nachmittag des 22. April 1973 verunfallt Robert Maitland mit seinem Jaguar. Aufgrund überhöhter Geschwindigkeit und eines geplatzten Reifens durchbricht er eine Leitplanke und stürzt in ein dreieckiges Areal zwischen Autobahnen in London. Dabei erleidet er leichte Verletzungen. In dem Areal befinden sich mehrere Autowracks zwischen hohem Gras und Brennnesseln.

### 2. Kapitel “Die Böschung”
Maitland erklimmt die Böschung und versucht Hilfe zu holen. Wegen der hohen Verkehrsdichte und -geschwindigkeit schafft er es nicht, ein Auto anzuhalten oder die Fahrbahn zu überqueren. Nach einem Zusammenprall mit einem Sportwagen wird er erneut die Böschung hinuntergestoßen.

### 3. Kapitel “Verletzung und Erschöpfung”
Maitland erlangt nachts wieder das Bewusstsein. Seine Hüfte und sein Bein sind schwer verletzt, er schafft es nicht mehr, die Böschung erneut zu erklimmen. Er schleppt sich zu seinem Wagen zurück, betäubt seine Schmerzen mit Wein, den er im Kofferraum mit sich führte, und schläft ein.

### 4. Kapitel “Das Wasserreservoir”
Maitland erwacht am nächsten Morgen und beschließt erneut Hilfe zu holen. Er verschafft sich ein Auspuffrohr als behelfsmäßige Krücke. Seine Hilferufe werden entweder nicht gehört oder als solche erkannt, die Böschung kann er nicht erklimmen, so beschließt er, die Verkehrsinsel zu erkunden. Aus dem Tank der Scheibenwaschanlage seines Wagens kann er Wasser zum Trinken gewinnen.

### 5. Kapitel “Der Begrenzungszaun”
Mit Werkzeug aus seinem Wagen macht Maitland sich auf den Weg zu einem Begrenzungszaun in einer Überführung, unterwegs entdeckt er Fundamente früherer Gebäude. Hinter dem Zaun stapeln sich Berge von Schrott, Altreifen und Müll. Es gelingt ihm nicht, ein Loch in den Zaun zu schneiden, Überklettern kann er ihn aufgrund seiner Verletzungen nicht. Er verspürt Hunger, seit einem Tag hat er nichts mehr gegessen. Er geht zurück und entdeckt auf dem Weg weiterhin einen aufgelassenen Friedhof und herumliegenden Müll.

### 6. Kapitel “Der Regensturm”
Maitland versorgt seine Wunden mit Rasierwasser und Bandagen aus Handtuchstreifen. Es gelingt ihm, den Tank der Scheibenwaschanlage über ein System von improvisierten Regenrinnen wieder mit Regenwasser zu füllen. Nach einem Mittagsschlaf bemerkt er bei einem Erkundungsrundgang, dass die beim Unfall umgeworfenen Holzschragen am Fahrbahnrand wieder aufgestellt sind und entdeckt Fußspuren auf der Böschung. Als ein glühender Zigarettenstummel aus einem Autofenster geworfen wird, kommt er auf die Idee, mit einem Feuer auf sich aufmerksam zu machen.

### 7. Kapitel ”Das Feuer”
Mit Zigarettenanzünder und einem Stadtplan als Fidibus entzündet Maitland seinen Wagen, nachdem er Benzin austreten hat lassen. Nur ein vorüberfahrender Wagen verlangsamt, der Fahrer wirft ein belegtes Brot fort und fährt weiter. Der Wagenbrand hat nicht die erhoffte Größe und Signalwirkung. Maitland verschlingt das belegte Brot als erste Mahlzeit nach 36 Stunden und schläft bis Tagesanbruch.

### 8. Kapitel “Die Botschaften”
Als Maitland am Morgen erwacht, beunruhigt ihn zunächst der fehlende Motorenlärm. Er sucht etwas Essbares, ängstigt sich vor einem einzelnen Motorradfahrer und wird sich schließlich gewahr, dass Samstag ist und deshalb weniger Verkehr herrscht. Auf den Betonsockel einer Beschilderung bringt er einen großen schriftlichen Hilferuf auf. Er entdeckt eine weggeworfene Portion Pommes frites, sein Herunterschlingen wird vom Regen unterbrochen. Am Eingang eines Kellers findet er Schutz und erbricht seine Mahlzeit wieder. Im Keller befindet sich eine ehemalige Druckerei. Maitland spürt, dass er zunehmend Fieber bekommt. Als der Regen aufhört, kehrt Maitland zurück und findet die Buchstaben seines Hilferufs vom Regen ausgelöscht.

### 9. Kapitel “Fieber”
Maitland glaubt Spuren eines vorsätzlichen Verwischens zu erkennen. Er überlegt, ob es möglich ist, dass er noch immer verletzt in seinem Wagen liegt und alles nur Einbildung ist. Er erkundet weiter die Insel und sinniert über die Insel als Projektion seiner selbst.

### 10. Kapitel “Der Luftschutzbunker”
Maitlands hat weiterhin Fieber, er schreibt Botschaften auf den Beton, diese verschwimmen und verändern sich, die Augen fallen ihm zu. Er versucht seinen Wagen zu erreichen, schafft es aber aufgrund seines Zustands nicht, gelangt schließlich auf ein Bunkerdach und rutscht dort aus. Er findet die Eingangstür des Luftschutzbunkers, öffnet gewaltsam die Verriegelung und tritt ein. Innen befinden sich improvisierte Möbel. Maitland entdeckt das Jaguaremblem seines Wagens, plötzlich wird er hinausgeschmissen und verprügelt. Hinter dem Angreifer kann er eine rothaarige Frau ausmachen, dann verliert er das Bewusstsein.

### 11. Kapitel “Rettung”
Maitland erwacht und wird von Jane Sheppard behandelt, diese sagt, sie hätte nach Hilfe geschickt. Maitland hat immer noch Fieber. Er schildert, wie er auf die Insel kam, Sheppard beruhigt ihn. Maitland erkennt den Keller des abgerissenen Kinos und folgert, dass er immer noch auf der Insel ist. Er bietet Sheppard Geld an. Sheppard fragt, ob er 5 Pfund hätte und will selbst zum Kofferraum von Maitlands Wagen gehen. Der Angreifer – ein großer Mann names Proctor – tritt ein. Maitland begreift, dass dieser die Holzschragen wieder aufgestellt haben muss. Maitland schläft ein. Nachts bemerkt er wie Proctor um ihn herumschleicht, etwas zu suchen scheint und ihn beobachtet. Ein paar Stunden vor Tagesanbruch kehrt Sheppard zurück und legt sich nackt zum Schlafen neben Maitland. 

### 12. Kapitel “Der Akrobat”
Maitland erwacht am nächsten Vormittag, Sheppard ist fort. Sein Fieber hat nachgelassen. Er verlässt den Keller und entdeckt Proctor bei akrobatischen Übungen, die ihm misslingen. Er kehrt zurück, sinnt über Herkunft und Lebensgeschichte der beiden Inselbewohner und legt sich wieder auf das Bett, als er Sheppard zurückkommen hört. Diese hat Lebensmittel eingekauft und bereitet eine Mahlzeit zu. Sie behauptet noch keine Zeit gehabt zu haben, um nach Hilfe zu schicken. Des Weiteren erzählt sie von Proctor, der mit dem Bau der Autobahn auf der Insel eingeschlossen wurde und sie seitdem nicht mehr verlassen hat. Sheppard gibt an, nicht wirklich auf der Insel zu wohnen, sondern mit Freunden in der Stadt. Maitland bietet Sheppard erneut Geld, diese reicht ihm seinen unangetasteten Geldbeutel, den sie aus seinem Wagen geholt hatte. Maitland betont, dass er von der Insel weg möchte, Sheppard entgegnet, dass niemand ihm etwas schuldig sei und sie ihn erst gestern gefunden hätten. Sheppard begleitet ihn bis zur Böschung und geht zurück.

### 13. Kapitel “Das Feuerzeichen”
Maitland geht Sheppard folgend zurück. Er fühlt sich kräftig genug zum Erklimmen der Böschung, glaubt aber das Proctor ihn zurückhielte. Zurück im Keller durchsucht er einen Koffer und findet Familienfotos von Sheppard, Haschisch nebst Rauchutensilien und einen Petroleumofen. Mit dem Petroleumofen und einer Wolldecke besteigt er eine Anhöhe und entfacht dort ein Signalfeuer. Proctor und Sheppard tauchen auf. Sheppard weist Proctor an das Feuer zu löschen. Niemand in den vorbeifahrenden Autos hat etwas bemerkt. Maitland versucht Proctor und Sheppard gegeneinander auszuspielen, gibt nun Proctor Geld. Die drei kehren zum Kino zurück.

### 14. Kapitel “Eine Probe Gift”
Sheppard und Maitland streiten. Sheppards Verhalten wechselt zwischen fürsorglich und rachsüchtig. Am Abend bietet Maitland Sheppard erneut Geld an und meint, auch für sie wäre es besser von der Insel fortzugehen. Sheppard erwidert, es ginge ihn nichts an. Beide rauchen gemeinsam Haschisch. Maitlands Fieber kehrt zurück. Sheppard eröffnet ihm, dass Maitland gleich zu Anfang eine Möglichkeit die Insel zu verlassen versäumt hätte. Sie küsst ihn. Während er schläft, verlässt Sheppard für einige Stunden der Nacht den Kinokeller. Als sie wieder kommt, flößt sie Maitland Petroleum ein und kommt danach lachend mit einem Glas Milch an. Maitland übergibt sich. Proctor stößt Sheppard beiseite und trägt Maitland nach draußen.

### 15. Kapitel “Die Bestechung”
Maitland hat die Nacht bei Proctor im Luftschutzbunker verbracht und erwacht dort. Proctor hat für ihn gekocht. Maitland sagt Proctor, dass er fliehen werde und Proctors Hilfe benötige. Proctor verneint und geht weg. Maitland geht zur Böschung, diese kommt ihm noch steiler als vorher vor. Er holt einen Wein aus seinem Auto und geht damit zu Proctor. Maitland ist inzwischen wieder hungrig und bietet Proctor einen Tausch von Wein gegen Essen an. Proctor hält ihm zwei soeben gefangene Ratten hin. Maitland erinnert, dass Proctor kurz zuvor andere Lebensmittel gehabt hatte. Proctor willigt ein, Maitland zu diesen zu führen.

### 16. Kapitel “Die Nahrungsquelle”
Maitland folgt Proctor zum Maschendrahtzaun unter der Unterführung. Dort angelt Proctor Lebensmittelreste aus einem Strom von Küchenabfällen, die dort vermutlich unerlaubt abgeladen werden. Maitland lehnt ab, etwas davon zu essen. Er empfindet Mitleid für Proctor und überlegt, wie er sich und ihn von der Insel retten könnte. Zurück im Luftschutzbunker trinkt Proctor vom Wein und isst. Beide sprechen über die Insel, Proctor äußert, dass die Insel gut sei und er sie niemals verlassen würde. Maitland bricht auf und geht über die Insel. Er glaubt, seine Frau Catherine in einem Wagen gesehen zu haben. Er winkt, strauchelt und fällt, der Wagen ist verschwunden. Entschlossen sich die Böschung irgendwie hinaufzuarbeiten geht er zurück zu Proctor Richtung Bunker. Kurz bevor er ankommt vernimmt er Sheppards Stimme, die Proctor anfeuert, sich etwas überzuziehen, bevor Maitland zurückkommt.

### 17. Kapitel “Das Duell”
Maitland entdeckt Sheppard und Proctor vor dem Eingang des Luftschutzbunkers. Der betrunkene Proctor hat sich Maitlands Smokinghose angezogen und streift sich gerade die passende Jacke über, Maitlands Stadtkoffer liegt auf dem Boden. Sheppard raucht Haschisch. Sie versucht Maitland zu ermuntern, mitzufeiern. Sie beginnt einen Brief von Dr. Helen Fairfax, den sie aus dem Koffer genommen hat, laut vorzulesen. Maitland schubst Proctor, der hinfällt und einschläft. Sheppard droht Maitland mit Konsequenzen wenn Proctor wieder erwachen sollte. Maitland äußert, das Sheppard vollkommen falsch liege, er weckt Proctor mit einem Stoß seiner Krücke und uriniert ihm ins Gesicht, dieser wehrt sich nicht. Maitland fordert Sheppard auf, seine Sachen nun wieder zusammenzupacken, diese tut wie ihr geheißen. Maitland drängt Sheppard zum Kino. Sie sagt, sie wolle ihm nicht helfen, die Insel zu verlassen, Maitland sagt, er habe dies auch nicht so bald vor.

### 18. Kapitel “Fünf Pfund”
Im Kino weist Maitland Sheppard an, Licht zu machen und Wasser zu erhitzen. Maitland glaubt durch seine neue Aggressivität Sheppard unterworfen zu haben. Er fragt, ob sie in demselben Raum eine Fehlgeburt erlitten hätte. Sheppard durchschaut, dass Maitland ihre vermeintlichen Schuldgefühle ausnutzen will. Maitland
bohrt weiter nach Sheppards privater Vorgeschichte. Während sie Maitlands Oberkörper wäscht, berichtet sie, dass sie sich viel Geld von einem Freund ihres Mannes geliehen hat. Sheppard fordert Maitland auf sie ganz auszuziehen, nach dem Waschen zu essen und Sex zu haben. Sheppard raucht Haschisch und erzählt, dass sie in einem Club arbeitet und sich hin und wieder prostituiert. Weiterhin sagt sie, dass Maitlands Frau und Dr. Helen Fairfax bereits vor seinem Unfall auf der Insel gewesen seien. Sheppards Verhalten ändert sich plötzlich, sie verlangt energisch fünf Pfund und schläft darauf mit Maitland und gibt ihm anschließend die fünf Pfund wieder zurück.

### 19. Kapitel “Reittier und Reiter”
Sechs Tage später: Maitland wird von Proctor auf dem Rücken über die Insel getragen. Er hat inzwischen durch Fieber und schlechte Nahrung zehn Kilo abgenommen. Er kommandiert und schlägt Proctor und hält sein Autorität mit Weinrationen aufrecht. Mehrmals täglich besuchen sie eine kleine Anhöhe, die als Beobachtungsposten dient. Nach einer mehrtägigen Regenperiode, die die Böschung schlammig aufweichen ließ, will sich Maitland nun wieder der Flucht zuwenden. In Maitlands Kofferraum finden sich keine Geschenke mehr für Proctor, Maitland muss ihm eine Flasche von dem Wein geben, den er ursprünglich für sich selbst behalten wollte. Maitland beschließt plötzlich Proctor Lesen und Schreiben beizubringen.

### 20. Kapitel “Die Namensgebung”
Maitland hat Proctor dessen Abscheu vor Buchstaben genommen, dieser übt jetzt beidhändig mit von Sheppard entwendeten Kosmetikstiften. Auf die Frage, welches Wort er als erstes lernen möchte, antwortet er mit „Proctor“. Maitland bringt ihm „Maitland Hilfe“ als „Proctor“ bei. Die Buchstaben sind aber zu lang und ragen ineinander. Daraufhin lehrt er ihn „Hilfe“, „Unfall“ und „Polizei“ und lässt ihn dabei glauben, es handele sich um Schimpfwörter und vulgäre Ausdrücke. Proctor verwischt alsbald alle seine Versuche und bricht das Schreiben wieder ab.

### 21. Kapitel “Delirium”
Der geschwächte Maitland wird von Proctor durch die Nachmittagshitze über die Insel getragen. Proctor versucht ihn munter zu machen. Maitland sinnt über die Vorstellung, seine Verletzungen, den Schmerz, Hunger, die Erniedrigung und sein Selbstmitleid auf der Insel abzulegen. Proctor fischt Essen am Maschendrahtzaun. Maitland kritzelt einen Hilferuf auf eine Ein-Pfund-Note, gibt sie Proctor und sagt ihm damit könne man richtiges Essen kaufen, dieser gibt den Geldschein wieder zurück. Maitland legt dreißig Ein-Pfund-Noten auf den Boden und beschwert sie mit Kieselsteinen, dann hebt er nacheinander die ersten zwei Kieselsteine hoch und lässt die Geldscheine davonfliegen. Proctor bittet ihn aufzuhören. Die verbliebenen Geldscheine steckt Maitland unbemerkt wieder ein. Er verspricht Proctor genügend Geld um die Insel zu kaufen, er hätte eine Tasche mit Lohngeldern auf der Überführung verloren, die Hälfte stünde Proctor zu, wenn er sie holte. Proctor geht zur Böschung. Maitland hofft, dass Proctor angefahren wird und dadurch die Polizei gerufen würde. Proctor kehrt wieder um. Maitland ist schwach, Proctor trägt ihn in die Krypta des Friedhofs. Dort hat Proctor allerhand Gegenstände von Maitland und seinem Wagen gehortet, Maitland vermutet, dass Proctor ihn damit schmücken wird, wenn er gestorben ist.

### 22. Kapitel “Der Pavillon der Türen”
Sheppard weckt Maitland, der im Gras liegt. Sie fragt Proctor, was er mit Maitland gemacht habe und schlägt vor, ihn an den Straßenrand zu setzen und ihn von der Polizei finden zu lassen. Maitland äußert einstweilen auf der Insel bleiben zu wollen. Proctor baut auf Maitlands Anweisung hin einen Pavillon aus Autokarosserieteilen, darin eine Bettstatt aus Matratze und Decken. Proctor soll mit Wein, den Sheppard mitgebracht hat, belohnt werden. Aber nur Maitland und Sheppard trinken selbst ausgiebig davon, dann lässt Sheppard die Flasche fallen. Sheppard beschimpft erst Maitland und beschwört ihn dann anschließend, die Insel zu verlassen, da er nur noch Haut und Knochen sei und auch sein Verstand gelitten habe. Maitland möchte dies nicht und niemand solle außerdem erfahren, dass er auf der Insel ist. 

### 23. Kapitel “Das Trapez”
Maitland entdeckt am nächsten Morgen ein städtisches Reparaturfahrzeug in der Mitte der Brücke. Maitland stürmt dorthin, Proctor läuft ihm voraus, ergreift springend eine herabhängende Seilschlinge und klettert daran empor. Maitland befürchtet, dass wenn Proctor entkäme, Sheppard ihn bald aufgeben würde und ihr Hilfsangebot von Vorabend nur eine List gewesen ist. Proctor erreicht die Brüstung und senkt von dort eine Arbeitsplattform ab. Sein Können als ehemaliger Trapezkünstler zeigen wollend schwingt Proctor die Plattform hin und her. Das Reparaturfahrzeug setzt seine Fahrt plötzlich fort. Proctor wird von der Plattform gerissen, von Seilen erdrosselt und an einen Betonpfeiler geschleudert. Er stirbt.

### 24. Kapitel “Flucht”
Sheppard und Maitland stehen neben Proctors Leichnam. Maitland sagt, er wolle Proctor begraben, Sheppard brauche ihm nicht dabei zu helfen. Das Angebot Sheppards ihn die Böschung hinaufzutragen schlägt er aus. Er möchte bleiben und Sheppard soll außerdem keine Hilfe rufen, auch Essen gäbe es auf der Insel. Maitland gibt Sheppard Geld. Sheppard nimmt es an und steigt die Böschung hinauf. Ein Wagen hält an und nimmt sie mit. Die Polizei trifft auch nach einer Stunde nicht ein, Maitland geht damit davon aus, dass Sheppard sich an ihr Versprechen gehalten hat. Gegen Mittag ist er mit dem Begräbnis fertig. Er spürt schon eine minimal Beweglichkeit seines Hüftgelenks und fühlt sich stark. Er liegt im Eingang seines Pavillons. Maitland erkennt, dass er entschlossen war, so lange zu bleiben, bis er die Insel aus eigener Kraft verlassen kann. Jetzt fühlt er aber kein echtes Bedürfnis mehr zum Verlassen der Insel. Maitland nimmt sich vor, Essen am Maschendrahtzaun zu holen, denkt an seine Frau und seinen Sohn und möchte sich nach dem Essen ausruhen und seine Flucht planen.

## Einordnung in das Werk des Autors
Der Roman Die Betoninsel gilt als Teil der urbanen Trilogie von J.G. Ballard. Er folgt auf den 1973 veröffentlichten Roman Crash, in welchem eine Gruppe von Menschen sexuelle Lust aus der Inszenierung von und Partizipation an Autounfällen gewinnt. 1975 wird dann High Rise veröffentlicht, ein Roman über die Eskalation eines utopischen Wohnprojekts.

## Kritiken
„Betoninsel ist Ballards zeitgenössische und gewissermaßen inverse Fassung des Robinson Crusoe“

„Man braucht Ballards zutiefst pessimistische Sicht auf die Moderne nicht zu teilen, um seinen Roman mit Gewinn zu lesen. Subtil führt er Mechanismen der Ausgrenzung vor Augen und zeigt, wie wir je nach unseren Annahmen oder Wünschen hinsehen, wegsehen oder uns die Realität zurechtsehen. Diese Analyse trifft auch nach mehr als vierzig Jahren noch ins Ziel.“

„Die Großstadt ist ein Dschungel, jederzeit todbringend. Vorm Umschlagen der Zivilisation in eine Wildnis haben schon Noir-Thriller-Autoren wie Dashiell Hammett oder James M. Cain gewarnt. Keiner war aber so pessimistisch wie der britische Schriftsteller J. G. Ballard, dessen Dystopien nun wiederentdeckt werden, weil sie so gut in unsere Zeit passen.“

„J.G. Ballard konnte, wie sich auch in der Betoninsel zeigt, Apokalypsen des modernen Alltags so leicht und so unnachahmlich entwickeln, dass im Englischen dafür das Adjektiv ballardian geprägt wurde.“

## Deutsche Ausgaben
- Die Betoninsel, deutsch von Walter Brumm, Heyne-Buch Nr.3803, Wilhelm Heyne Verlag, München 1981, ISBN 3-453-30744-5
- Die Betoninsel, Taschenbuch st 1953, Suhrkamp Phantastische Bibliothek 283, Suhrkamp, Berlin 1992, ISBN 978-3518384534
- Die Betoninsel, in Crash / Die Betoninsel / Der Block, AREA Verlag, 2004, ISBN 978-3899962574
- Die Betoninsel, deutsch von Herbert Genzmer, Diaphanes Verlag, Zürich 2017, ISBN 978-3037349786